# Aeroporto Internacional John F. Kennedy
O Aeroporto Internacional John F. Kennedy (em inglês:  John F. Kennedy International Airport) (IATA: JFK, ICAO: KJFK, FAA: JFK) é um aeroporto internacional em Queens, em Nova Iorque, e que serve principalmente à cidade de Nova Iorque. Ele fica a 26 km do centro de Nova Iorque, sendo o quinto aeroporto mais movimentado dos Estados Unidos e o primeiro em movimento de voos internacionais no país.
O JFK tem um tamanho equivalente a 4 390 acres (1 776 hectares), incluindo 880 no Área do Terminal Central (CTA). O aeroporto tem mais de 48 km de estradas e fica a 4 m acima do nível do mar.
O aeroporto é operado pela Port Authority of New York and New Jersey.
É um dos aeroportos mais movimentados do país, especialmente a nível de voos internacionais, e foi inaugurado a 1 de julho de 1948, na altura com o nome de Aeroporto de Idlewild.
Em 1963, o aeroporto foi rebaptizado como Aeroporto John F. Kennedy, em homenagem ao presidente dos Estados Unidos da América que fora recentemente assassinado em Dallas.
A partir de 1977, o JFK passou a acolher os voos do Concorde, o que aconteceu até 2003. Era o aeroporto que mais operações recebia do Concorde, até este avião supersónico ser retirado de circulação.
A 19 de Março de 2007, o JFK foi o primeiro aeroporto dos Estados Unidos da América a receber o novo Airbus A380 com passageiros a bordo.
Ao longo dos anos, houve vários acidentes com aviões no aeroporto nova-iorquino. A 16 de dezembro de 1960, uma aeronave da United Airlines colidiu com uma da TWA quando se aproximavam da pista e ambos caíram no solo. Morreram 127 pessoas que iam a bordo dos aviões e 5 que estavam no solo. A 24 de junho de 1975, durante uma tempestade, um Boeing da Eastern Airlines falhou a aterrissagem e morreram 122 pessoas que iam a bordo. Já em 12 de novembro de 2001, um Airbus da American Airlines caiu no Queens, pouco depois de levantar voo do JFK, e morreram as 260 pessoas que seguiam na aeronave, assim como 5 pessoas em terra.
O aeroporto é atendido pela rede de trens urbanos conhecida como AirTrain JFK.

## História

### Construção
O aeroporto internacional de John F. Kennedy foi originalmente o aeroporto de Idlewild (IATA: IDL, ICAO: KIDL, FAA LID: IDL), após o campo de golfe de Idlewild Beach que deslocou. Foi construído para aliviar o aeroporto de LaGuardia, que estava overcrowded, desde a sua abertura em 1939. A construção começou em 1943 e aproximadamente US$ 60 milhões foram gastos inicialmente do financiamento governamental, mas somente 1 000 acres (400 ha) de terra no local do campo de golfe Idlewild foram destinados para uso. 
O projeto foi rebatizado de general Alexander E. Anderson Airport em 1943, após um residente do Queens que comandasse uma unidade da guarda nacional federalizada nos Estados Unidos do sul e morreu em 1942. Em março 1948, o Conselho de cidade de New York mudou o nome para New York International Airport Anderson Field, mas o nome comum era "Idlewild" até 1963. 
A Autoridade Portuária alugou a propriedade JFK da Cidade de Nova York em 1947 e mantém este contrato de arrendamento hoje. O primeiro voo da linha aérea de JFK no dia 1 de julho em 1948; A cerimônia de abertura contou com a presença do então presidente dos EUA Harry S. Truman. A Autoridade Portuária cancelou as licenças de companhias aéreas estrangeiras para usar LaGuardia, forçando-as a mudarem para JFK, durante os 2 anos seguintes. 
JFK abriu com seis pistas e uma sétima em construção. As pistas 1L e 7L foram mantidas em reserva e nunca entraram em uso como pistas. A pista 31R (originalmente 8 000 pés ou 2438 m) ainda está em uso. A pista 31L (originalmente 9 500 pés ou 2 896 m) abriu logo após o resto do aeroporto e ainda está em uso. A pista 1R fechou em 1957 e a pista 7R fechou em torno de 1966. A pista 4 (originalmente 8 000 ft, agora pista 4L) abriu junho 1949 e a pista 4R foi adicionada 10 anos mais tarde. Uma pista 14/32 menor foi construída depois que a pista 7R fechou e foi usada por 1990 pela aviação geral, STOL e voos menores do viajante de bilhete mensal.
O Avro Jetliner foi o primeiro avião a pousar na JFK em 18 de abril de 1950. Um protótipo de Sud Aviation Caravelle foi o próximo jato a pousar em JFK, em 2 de maio de 1957. Mais tarde, em 1957, a URSS pediu a aprovação de dois voos Tupolev Tu-104 que transportavam diplomatas para JFK. A Autoridade Portuária não os permitiu, dizendo que os testes de ruído tinham que ser feitos primeiro. O aeroporto foi rebatizado Aeroporto Internacional John F. Kennedy em 24 de dezembro de 1963, um mês após o assassinato do presidente John F. Kennedy. Então o prefeito Robert F. Wagner, Jr. propôs a renomeação.

### Desenvolvimento

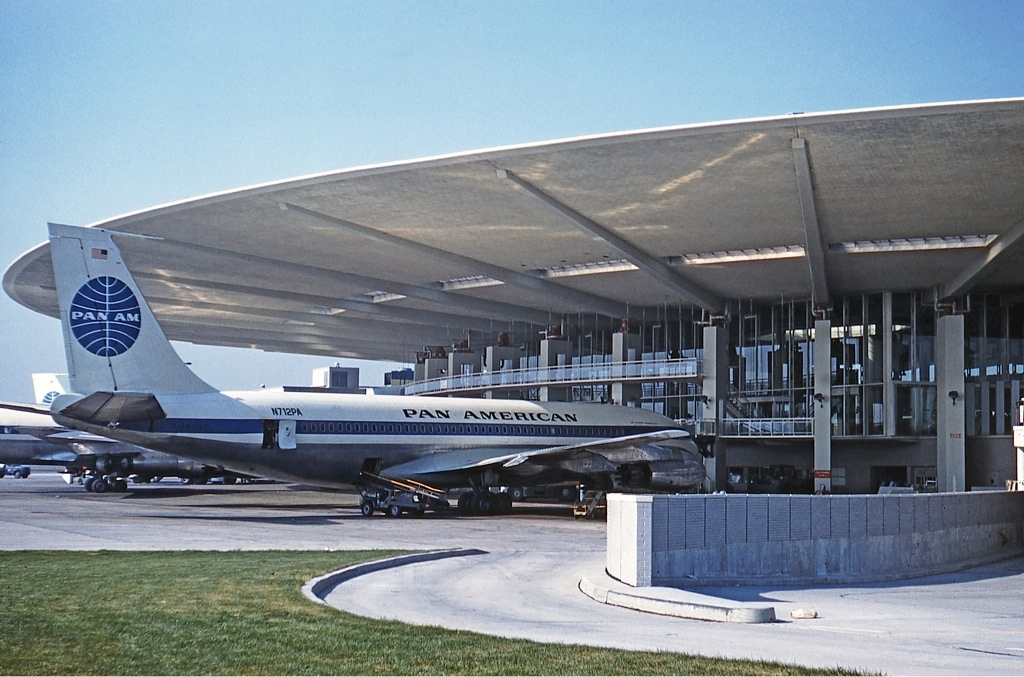
O icônico terminal 3 (chamado de Worldport) construído pela Pan Am em 1960 e demolido em 2013.

A Autoridade Portuária planejou originalmente um único terminal de 55 portões, mas as principais companhias aéreas não concordaram com este plano, argumentando que o terminal seria muito pequeno para o tráfego futuro. arquiteto Wallace Harrison projetou então um plano mestre sob o qual cada linha aérea principal no aeroporto seria dada seu próprio espaço para desenvolver seu próprio projeto terminal. Este esquema tornou a construção mais prática, tornou os terminais mais navegáveis e introduziu incentivos para que as companhias aéreas competirem entre si pelo melhor design. O plano revisto atingiu a aprovação da companhia aérea em 1955, com sete terminais inicialmente planejados - cinco para linhas aéreas individuais, um desenvolvido para 3 companhias aéreas e um edifício internacional de chegadas.(National Airlines e British Airways chegaram mais tarde.) 
- O International Arrivals Building, ou IAB, foi o primeiro terminal novo no aeroporto, projetado por Skidmore, Owings e Merrill e abertura em dezembro de 1957. Esticando quase 700 metros (2 300 ft) paralelo à pista 7R onde o Terminal 4 é agora, tinha "Dedo" cais em ângulos retos para o edifício principal permitindo mais aeronaves para estacionar, uma inovação no momento.

- A United Airlines abriu o Terminal 7 (mais tarde renumerado Terminal 9), um projeto Skidmore semelhante ao IAB, em outubro de 1959. Eastern Airlines abriu seu Terminal 1 Chester L. Churchill projetado um mês mais tarde; Foi demolido em 1995. A American Airlines abriu o Terminal 8 em 1960. Foi projetada por Kahn e Jacobs e tinha uma fachada de vidro  de 317 pés (97 m) desenhada por Robert Sowers, a maior instalação de vitrais no mundo até 1979. A fachada foi removida Em 2007, quando o terminal foi demolido para abrir espaço para o novo Terminal 8; American citou o custo proibitivo de remover a enorme instalação. A American Airlines abriu o Terminal 8 em 1960. Foi projetada por Kahn e Jacobs e tinha uma fachada de vidro  de 317 pés (97 m) desenhada por Robert Sowers, a maior instalação de vitrais no mundo até 1979. A fachada foi removida Em 2007, quando o terminal foi demolido para abrir espaço para o novo Terminal 8; American citou o custo proibitivo de remover a enorme instalação.

- A American Airlines abriu o Terminal 8 em 1960. Foi projetada por Kahn e Jacobs e tinha uma fachada de vidro  de 317 pés (97 m) desenhada por Robert Sowers, a maior instalação de vitrais no mundo até 1979. A fachada foi removida Em 2007, quando o terminal foi demolido para abrir espaço para o novo Terminal 8; American citou o custo proibitivo de remover a enorme instalação.

- A Pan American World Airways abriu o Worldport (Terminal 3) em 1960. Possuía um grande telhado elíptico suspenso por 32 conjuntos de postes e cabos radiais; O telhado estendeu-se 114 pés (35 m) além da base do terminal para cobrir a área de carga de passageiro. Foi um dos primeiros terminais aéreos do mundo a contar com Jetways que ligados ao terminal e que poderiam ser movidos para fornecer uma passagem fácil para os passageiros do terminal para um avião ancorado, em vez de ter que embarcar no avião fora via airstairs, que descem de uma aeronave, através de escadas móveis montadas em caminhão ou por escadas com rodas.

- A Trans World Airlines abriu o TWA Flight Center em 1962, projetado por Eero Saarinen com uma forma distinta de pássaro alado. Com o desaparecimento do TWA em 2001, o terminal permaneceu vago até 2005, quando a JetBlue Airways e a Autoridade Portuária de Nova York e Nova Jersey (PANYNJ) financiaram a construção de um novo terminal de 26 portões, que circundava parcialmente o edifício Saarinen. Chamado agora Terminal 5 (ou simplesmente T5), o novo terminal foi inaugurado em 22 de outubro de 2008. O T5 está conectado ao prédio central Saarinen através dos tubos originais de partida e chegada dos passageiros que conectavam o prédio aos portões periféricos; A Autoridade Portuária está trabalhando em restaurações para o terminal Saarinen original restante, também conhecido como a casa principal.

- A Northwest Airlines, a Braniff International e a Northeast Airlines abriram um terminal conjunto em 1962 (agora Terminal 2).

O aeroporto foi projetado para aeronaves até 300 000 libras (140 000 kg) de peso bruto e teve que ser modificado no final dos anos 1960, para acomodar Boeing 747s. 
O governador de Nova York, Andrew Cuomo, anunciou uma proposta de US$ 10 bilhões para reformar o aeroporto em janeiro de 2017. 

## Destinos
| Companhia                      | Destinos |
| ------------------------------ | --- |
| Aer Lingus                     | Dublin, Shannon |
| Aeroflot                       | Moscovo–Sheremetyevo |
| Aerolíneas Argentinas          | Buenos Aires–Ezeiza |
| Aeroméxico                     | Cidade do México |
| Aeroméxico Connect             | Monterrey |
| Air China                      | Pequim–Capital |
| Air Europa                     | Madrid |
| Air France                     | Paris–Charles de Gaulle, Paris–Orly |
| Air India                      | Delhi |
| Air Italy                      | Milão–Malpensa |
| Air Serbia                     | Belgrado |
| Alaska Airlines                | Las Vegas, Los Angeles, Portland (OR), São Francisco, San Jose (CA), Seattle–Tacoma Seasonal: Palm Springs |
| Alitalia                       | Milão–Malpensa, Roma–Fiumicino |
| All Nippon Airways             | Tóquio–Haneda, Tóquio–Narita |
| American Airlines              | Antigua, Austin, Barcelona, Bermuda, Boston, Buenos Aires–Ezeiza, Cancún, Charlotte, Chicago–O'Hare, Dallas/Fort Worth, Denver (ends November 3, 2018), Las Vegas, London–Heathrow, Los Angeles, Madrid, Miami, Milan–Malpensa, Orlando, Paris–Charles de Gaulle, Phoenix–Sky Harbor, Port-au-Prince (ends November 3, 2018), Rio de Janeiro–Galeão, St. Thomas, San Diego, San Francisco, São Paulo–Guarulhos, Seattle/Tacoma, Washington–National Seasonal: Dublin (ends October 27, 2018), Eagle/Vail, Edinburgh (ends October 27, 2018), Punta Cana, Rome–Fiumicino, St. Kitts, St. Maarten |
| American Eagle                 | Baltimore, Boston, Cincinnati, Cleveland, Columbus–Glenn, Indianapolis, Montréal–Trudeau, Nashville, Norfolk, Philadelphia, Pittsburgh, Raleigh/Durham, Toronto–Pearson, Washington–National |
| Asiana Airlines                | Seul–Incheon |
| Austrian Airlines              | Viena |
| Avianca                        | Bogotá, Cali, Cartagena, Medellín–JMC, Pereira |
| Avianca Brasil                 | São Paulo–Guarulhos |
| Avianca Costa Rica             | San José de Costa Rica, San Salvador |
| Avianca El Salvador            | San Pedro Sula, San Salvador |
| Azerbaijan Airlines            | Baku |
| Azul Linhas Aéreas Brasileiras | Campinas |
| British Airways                | London–City, London–Gatwick, London–Heathrow |
| Brussels Airlines              | Bruxelas |
| Caribbean Airlines             | Georgetown–Cheddi Jagan, Kingston–Norman Manley, Montego Bay, Port of Spain, St. Vincent–Argyle, Tobago |
| Cathay Pacific                 | Hong Kong, Vancouver |
| Cayman Airways                 | Grand Cayman |
| China Airlines                 | Taipei–Taoyuan |
| China Eastern Airlines         | Shanghai–Pudong |
| China Southern Airlines        | Guangzhou |
| Copa Airlines                  | Panama City |
| Delta Air Lines                | Accra, Amsterdam, Antigua (begins December 22, 2018), Aruba, Atlanta, Austin, Barcelona, Bermuda, Boston, Brussels, Cancún, Charleston (SC), Dakar–Diass, Dallas/Fort Worth, Denver, Detroit, Dublin, Fort Lauderdale, Frankfurt, Havana (ends September 1, 2018), Kingston-Norman Manley (begins December 20, 2018), Lagos, Las Vegas, Lisbon, London–Heathrow, Los Angeles, Madrid, Mexico City, Miami, Milan–Malpensa, Minneapolis/St. Paul, Montego Bay, Nassau, New Orleans, Orange County (resumes October 15, 2018), Orlando, Paris–Charles de Gaulle, Phoenix–Sky Harbor, Port-au-Prince (begins December 22, 2018), Portland (OR), Punta Cana, Reykjavík–Keflavík, Rome–Fiumicino, Salt Lake City, San Antonio, San Diego, San Francisco, San Jose (CA), San Juan, Santiago de los Caballeros, Santo Domingo–Las Américas, São Paulo–Guarulhos, Seattle/Tacoma, Tampa, Tel Aviv–Ben Gurion, Zürich Seasonal: Athens, Bangor, Berlin–Tegel, Copenhagen, Edinburgh, Fort Myers, Glasgow, Grenada, Honolulu, Jackson Hole, Málaga, Nice, Ponta Delgada–Azores, Prague, Providenciales, Rio de Janeiro–Galeão, San José del Cabo, Shannon, St. Kitts, St. Thomas, Vancouver, Venice–Marco Polo, West Palm Beach |
| Delta Connection               | Baltimore, Bangor, Boston, Buffalo, Burlington (VT), Charleston (SC), Charlotte, Chicago–O'Hare, Cincinnati, Cleveland, Columbus–Glenn, Dallas/Fort Worth, Detroit, Indianapolis, Jacksonville (FL), Minneapolis/St. Paul, Montréal–Trudeau, Nashville, New Orleans, Norfolk, Philadelphia (ends September 30, 2018), Pittsburgh, Portland (ME), Raleigh/Durham, Richmond, Rochester (NY), Savannah, Syracuse, Toronto–Pearson, Washington–Dulles, Washington–National Seasonal: Fort Myers, Martha's Vineyard, Nantucket, West Palm Beach |
| EgyptAir                       | Cairo |
| El Al                          | Tel Aviv–Ben Gurion |
| Emirates                       | Dubai–International, Milan–Malpensa |
| Etihad Airways                 | Abu Dhabi |
| Eurowings                      | Düsseldorf |
| EVA Air                        | Taipei–Taoyuan |
| Finnair                        | Helsinki |
| Fly Jamaica Airways            | Georgetown–Cheddi Jagan, Kingston–Norman Manley |
| Hainan Airlines                | Chengdu, Chongqing |
| Hawaiian Airlines              | Honolulu |
| Iberia                         | Madrid |
| Icelandair                     | Reykjavík–Keflavík |
| Interjet                       | Cancún, Mexico City |
| Japan Airlines                 | Tokyo–Haneda, Tokyo–Narita |
| JetBlue Airways                | Aguadilla, Albuquerque, Antigua, Aruba, Atlanta, Austin, Barbados, Bermuda, Boston, Buffalo, Burbank, Burlington (VT), Cancún, Cartagena, Charleston (SC), Charlotte, Chicago–O'Hare, Curaçao, Daytona Beach, Denver, Fort Lauderdale, Fort Myers, Grand Cayman, Grenada, Havana, Houston–Hobby, Jacksonville (FL), Kingston–Norman Manley, La Romana, Las Vegas, Liberia (CR), Long Beach, Los Angeles, Mexico City (begins October 25, 2018), Montego Bay, Nassau, New Orleans, Oakland, Ontario (resumes September 5, 2018), Orlando, Phoenix–Sky Harbor, Ponce, Port-au-Prince, Port of Spain, Portland (ME), Portland (OR), Providenciales, Puerto Plata, Punta Cana, Raleigh/Durham, Reno/Tahoe, Rochester (NY), Sacramento, St. Lucia–Hewanorra, St. Maarten, Salt Lake City, San Diego, San Francisco, San Jose (CA), San Juan, Santiago de los Caballeros, Santo Domingo–Las Américas, Sarasota, Savannah, Seattle/Tacoma, Syracuse, Tampa, Washington–Dulles, West Palm Beach, Worcester Seasonal: Hyannis, Martha's Vineyard, Nantucket, Palm Springs |
| Kenya Airways                  | Nairobi–Kenyatta (begins October 29, 2018) |
| KLM                            | Amsterdam |
| Korean Air                     | Seoul–Incheon |
| Kuwait Airways                 | Kuwait |
| LATAM Brasil                   | São Paulo–Guarulhos |
| LATAM Chile                    | Lima, Santiago de Chile |
| LATAM Ecuador                  | Guayaquil |
| LOT Polish Airlines            | Budapest, Warsaw–Chopin |
| Lufthansa                      | Frankfurt, Munich |
| Norwegian Air Shuttle          | Amsterdam, Copenhagen, London–Gatwick, Madrid, Oslo–Gardermoen, Paris–Charles de Gaulle, Stockholm–Arlanda Seasonal: Fort-de-France, Pointe-à-Pitre |
| Philippine Airlines            | Manila, Vancouver (ends October 27, 2018) |
| Qantas                         | Los Angeles |
| Qatar Airways                  | Doha |
| Royal Air Maroc                | Casablanca |
| Royal Jordanian                | Amman–Queen Alia |
| Saudia                         | Jeddah, Riyadh, Medina |
| Singapore Airlines             | Frankfurt, Singapore |
| South African Airways          | Johannesburg–O. R. Tambo |
| Sun Country Airlines           | Minneapolis/St. Paul |
| Swiss International Air Lines  | Geneva, Zürich |
| TAME                           | Quito |
| TAP Air Portugal               | Lisbon |
| Thomas Cook Airlines           | Manchester (UK) |
| Turkish Airlines               | Istanbul–Atatürk |
| Ukraine International Airlines | Kiev–Boryspil |
| Uzbekistan Airways             | Tashkent |
| Virgin Atlantic                | London–Heathrow, Manchester (UK) |
| VivaAerobus                    | Mexico City (begins October 18, 2018) |
| Volaris                        | Guadalajara, Mexico City |
| Volaris Costa Rica             | San Salvador, San José de Costa Rica |
| WestJet                        | Calgary |
| WOW air                        | Seasonal: Reykjavík–Keflavík |
| XiamenAir                      | Fuzhou |
| XL Airways France              | Paris–Charles de Gaulle |

## Emprego e Impacto Econômico
O JFK tem cerca de 35.000 funcionários trabalhando para o funcionamento do aeroporto, contribuindo com um lucro de U$ 30.1 bilhão para as atividades econômicas de Nova York/Nova Jérsei.

## Galeria
- Terminal 1
- Terminal 4
- Terminal 5
- Terminal 7
- Terminal 9
- Estação de Metrô Howard Beach JFK